# Columna de dominància ocular
Les columnes de dominància ocular són ratlles de neurones a l'escorça visual de certs mamífers (inclosos els humans) que responen preferentment a l'entrada d'un ull o de l'altre. Les columnes abasten múltiples capes corticals i es disposen en un patró de ratlles a la superfície de l'escorça estriada (V1). Les ratlles es troben perpendiculars a les columnes d'orientació.
Les columnes de dominància ocular van ser importants en els primers estudis de plasticitat cortical, ja que es va trobar que la privació monocular fa que les columnes es degraden, amb l'ull no privat assumint el control de més de les cèl·lules corticals.
Es creu que les columnes de domini ocular han de ser importants en la visió binocular. Sorprenentment, però, molts micos d'esquirol no tenen o parcialment les columnes de domini ocular, cosa que no s'esperaria si fossin útils. Això ha fet que alguns es qüestionin si tenen un propòsit o són només un subproducte del desenvolupament.

## Història

### Descobriment
Les columnes de domini ocular van ser descobertes a la dècada de 1960 per Hubel i Wiesel com a part del seu treball guanyador del Premi Nobel sobre l'estructura de l'escorça visual en gats. Des de llavors s'han trobat columnes de domini ocular en molts animals, com fures, macacos i humans. Notablement, també estan absents en molts animals amb visió binocular, com les rates.

### Estructura

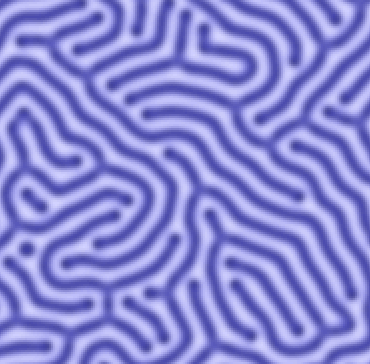
Una simulació del patró de la columna de domini ocular, com es podria veure si la superfície de V1 fos acolorida segons la preferència de l'ull.

Les columnes de dominància ocular són regions en forma de ratlles de l'escorça visual primària que es troben perpendiculars a les columnes d'orientació,  com es pot veure a la figura adjunta. Les diferents espècies tenen morfologies i nivells d'organització una mica diferents. Per exemple, els humans, els gats, les fures i els macacs tenen columnes força ben definides, mentre que els micos esquirol tenen columnes força variables. Fins i tot hi ha variacions en l'expressió en individus de la mateixa espècie i en diferents parts de l'escorça d'un mateix individu. Les columnes estan innervades per l'entrada del nucli geniculat lateral (LGN) a la capa cortical 4 i tenen majoritàriament projeccions recíproques a moltes altres parts de l'escorça visual.

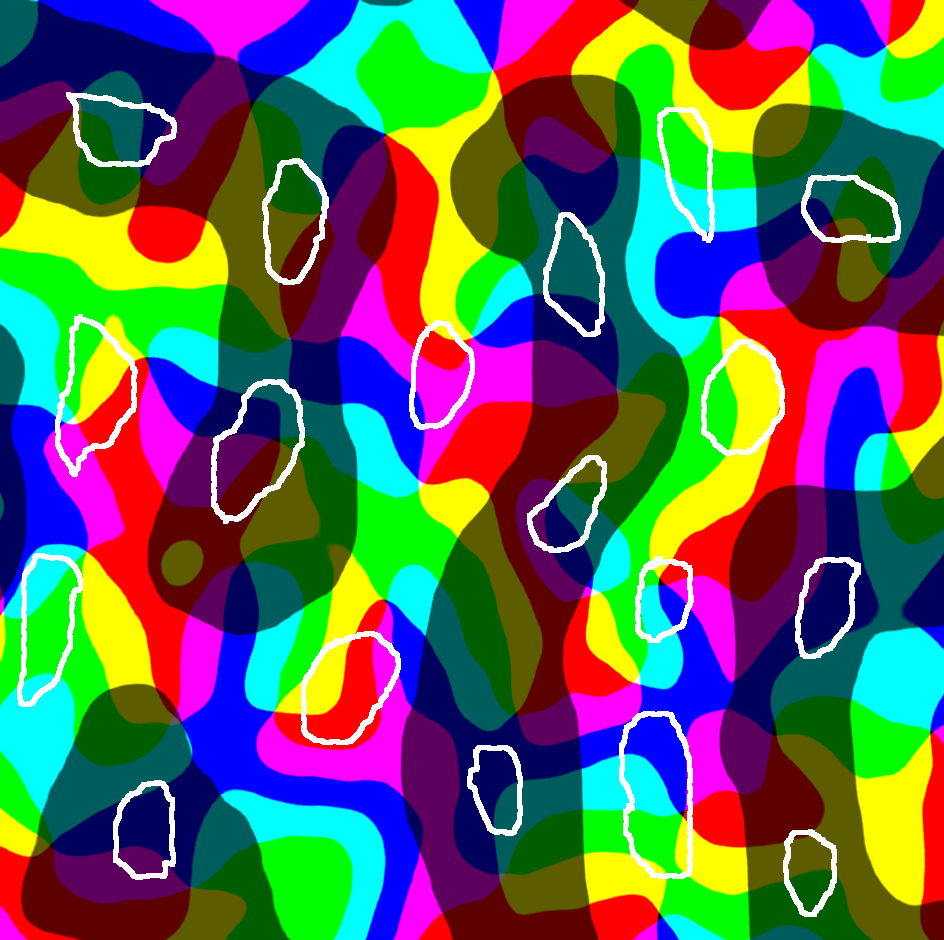
Un mapa típic de la relació entre la dominància ocular, l'orientació i la citocrom oxidasa. Les zones fosques i clares representen neurones que responen preferentment a l'ull esquerre i dret. Els colors representen la selectivitat d'orientació de les neurones. Les àrees delineades en blanc tenen alts nivells de citocrom oxidasa (funció encara no establerta). Tingueu en compte que els centres d'orientació " molinets " i les taques de citocrom oxidasa tendeixen a estar en línia amb els centres de les columnes de dominància ocular, però no hi ha cap relació òbvia entre l'orientació i la citocrom oxidasa.

### Relació amb altres característiques de V1
Les columnes de dominància ocular cobreixen l'escorça visual primària (estriada), amb l'excepció de les regions monoculars del mapa cortical corresponents a la visió perifèrica i el punt cec. Si les columnes corresponents a un ull estiguessin acolorides, un patró semblant al que es mostra a la figura adjunta seria visible en mirar la superfície de l'escorça. Tanmateix, la mateixa regió de l'escorça també es podria acolorir per la direcció de la vora a la qual respon, donant lloc a les columnes d'orientació, que es disposen en una forma de molinet característica.  De la mateixa manera, hi ha columnes a l'escorça que tenen alts nivells de proteïna citocrom oxidasa. Aquests s'anomenen "taques" de citocrom oxidasa a causa de la seva aparença semblant a una taca dispersa.
Els tres tipus de columnes estan presents a l'escorça visual dels humans  i dels macacs,  entre altres animals. En els macacs, es va trobar que tant les taques com els centres de molinet tendeixen a situar-se al centre de les columnes de domini ocular,  però no s'ha trobat cap relació particular entre els centres de molinet i les taques.  En els humans, la disposició de les columnes és similar; tanmateix, els humans tenen una expressió de columna una mica variable amb almenys un subjecte amb columnes desordenades similars a les que es troben habitualment en els micos esquirol.
La majoria dels primers models de les columnes suposaven que hi havia "mòduls" o "hipercolumnes" discrets que enrajolaven l'escorça, que consistien en una unitat repetida que conté un conjunt complet de columnes d'orientació i dominància ocular. Tot i que aquestes unitats es poden construir, el mapa de columnes està tan distorsionat que no hi ha una estructura repetida i no hi ha límits clars entre mòduls.  A més, pràcticament totes les combinacions de tenir o no columnes d'orientació, dominància i citocrom oxidasa s'han observat en una espècie o una altra.  Encara més confonent el problema, els micos esquirol no sempre expressen columnes, i fins i tot quan ho fan, les taques de citocrom oxidasa no estan en registre amb les columnes de dominància ocular.

## Desenvolupament

### Formació
Encara no hi ha consens sobre com es desenvolupen inicialment les columnes de domini ocular. Una possibilitat és que es desenvolupin a través de l'aprenentatge Hebbian desencadenat per l'activitat espontània procedent de les ones de la retina als ulls del fetus en desenvolupament, o del LGN. Una altra possibilitat és que les indicacions d'orientació axonal puguin guiar la formació o que hi hagi una combinació de mecanismes. Se sap que les columnes de dominància ocular es desenvolupen abans del naixement, la qual cosa indica que si hi ha un mecanisme depenent de l'activitat ha de funcionar en funció de l'activitat intrínseca en lloc de dependre de l'experiència sensorial. Se sap que les ones espontànies d'activitat a la retina es produeixen abans del naixement i que aquestes ones són crucials per a la segregació específica de l'ull de les entrades al LGN en correlacionar l'activitat de les neurones properes.  De la mateixa manera, l'activació correlacionada per a les ones de la retina pot dirigir el desenvolupament de les columnes de dominància ocular, que reben l'entrada del LGN.  Una activitat espontània similar a l'escorça també pot tenir un paper. En qualsevol cas, s'ha demostrat que alterar les ones de la retina almenys altera el patró de les columnes de dominància ocular.

### Plasticitat
Tot i que les columnes de dominància ocular es formen abans del naixement, hi ha un període després del naixement, abans anomenat "període crític" i ara anomenat "període sensible", quan les columnes de dominància ocular es poden modificar per plasticitat dependent de l'activitat. Aquesta plasticitat és tan forta que si es bloquegen els senyals dels dos ulls, les columnes de domini ocular es desgregaran completament. De la mateixa manera, si un ull es tanca ("privació monocular"),  s'elimina ("enucleació") o es silencia  durant el període sensible, la mida de les columnes corresponents a l'ull eliminat es redueix dràsticament.

### Models
S'han proposat molts models per explicar el desenvolupament i la plasticitat de les columnes de dominància ocular. En general, aquests models es poden dividir en dues categories, els que postulen la formació mitjançant quimiotaxi i els que postulen un mecanisme dependent de l'activitat de Hebbian.  En general, els models de quimiotaxi assumeixen una formació independent de l'activitat mitjançant l'acció de les molècules d'orientació dels axons, amb les estructures només posteriorment refinades per l'activitat, però ara se sap que hi ha molècules de guia depenent de l'activitat   i modificadores de l'activitat.

## Funció
Fa temps que es creu que les columnes de domini ocular tenen algun paper en la visió binocular.  Una altra funció candidata per a les columnes de domini ocular (i per a les columnes en general) és la minimització de les longituds de connexió i el temps de processament, que podria ser important evolutivament.  Fins i tot s'ha suggerit que les columnes de dominància ocular no tenen cap funció.